# Florian Hecker
Hecker  (Augsburg, 28 november 1975) is een pseudoniem voor de Oostenrijkse artiest Florian Hecker. Zijn muziek is compleet met computers gemaakt en doet geen poging om ook maar een beetje op normale muziek te lijken. Zijn werk verscheen onder andere op Editions Mego, Mego, Rephlex en Portraits GRM.

## Gedeeltelijke catalogus
- IT ISO161975 (1998, Mego)
- [OT]xackpy breakpoint (1999, Mego)
- Sun Pandämonium (2003, Mego)
- Recordings for Rephlex (2006, Rephlex)